# KK Vrijednosnice Osijek
KK Vrijednosnice Osijek je hrvatski košarkaški klub iz Osijeka.

## Povijest
1980. godine skupina darđanskih košarakaških znalaca je osnovala "Omladinski košarkaški klub Darda". Suosnivači su bili domaći igrači: Dragan Vujaklija, Tihomir Matoša i Slobodan Ađanski. Prvi predsjednik kluba je bio Tomo Savičević, a trener Adam Jene. Klub se tada natjecao u Republičkoj i Međuopćinskoj košarkaškoj ligi SFRJ, ali samo sa seniorima i juniorima. 
U međuvremenu predsjednikom kluba je postao Karolj Janoši, a treneri su bili Ivan Kovač i Dragan Vujaklija. Počeli su djelovati i kadeti, te je klub jačao.
1991., tijekom Domovinskog rata, Baranja je bila okupirana, a klub je prestao s aktivnim radom.
1998., u Osnovnoj školi Darda, Renato Martinko pokreće školsku košarkašku skupinu, okuplja bivše igrače u veteransku skupinu, kreće u adaptaciju terena, te se košarka budi.
2004., nekadašnji prvotimci kluba osnivaju "Košarkaški klub Darda". Za predsjednika je izabran Zvonko Radan, a potpredsjednici su Alexander Hrkač i Dragan Vujaklija. Seniorski tim je počeo djelovati, a pokrenuta je i Škola košarke, u koju su krenula košarkaški talentirana djeca.
Nedugo nakon osnutka 2004. (u prvoj sezoni), klub je pobjednik B1 lige istok, te ulazi u A2 ligu. U A2 ligi klub je zauzeo 8. mjesto. 
2006. godine, na godišnjem skupu kluba, uprava je odlučila da će klub nositi ime "KK Vrijednosnice OS Darda", jer je tvrtka "Vrijednosnice Osijek" postala glavni sponzor kluba.
U sezonama 2006./07. i 2007./08. seniori su pod vodstvom trenera Renata Martinka najbolja sportska skupina u Baranji, osvajaju Kup Slavonije i Baranje, naslov prvaka A2 lige Istok, te kroz kvalifikacije pokušavaju ući u A1 ligu, što im 2008. godine ostaje uskraćeno za samo jednu pobjedu.
U sezoni 2008./09. seniori, pod vodstvom trenera Damira Volodera, su prvaci A2 lige Istok, te kao prvaci kvalifikacijske skupine ulaze u A1 ligu.
U rujnu 2014. objavljeno je kako klub seli u Osijek, točnije u dvoranu Gradski vrt, te mijenja ime u KK Vrijednosnice Osijek.